# Grzegorz Błaszczyk
Grzegorz Błaszczyk (* 19. září 1953 Poznaň) je polský historik. Jeho specializací jsou dějiny Velkoknížectví litevského.

## Publikace
- Diecezja żmudzka od XV do początku XVII w[ieku]: uposażenie (Poznań 1992)
- Litwa współczesna (Poznań 1992)
- Diecezja żmudzka od XV do początku XVII wieku: ustrój (Poznań 1993)
- Burza koronacyjna: dramatyczny fragment stosunków polsko-litewskich w XV wieku (Poznań 1998)
- Litwa na przełomie średniowiecza i nowożytności 1492-1569 (Poznań 2002)
- Chrzest Litwy (Poznań 2006)
- Geografia historyczna Wielkiego Księstwa Litewskiego: stan i perspektywy badań (Poznań 2007)